# Сан-Жералду-да-Пьедади
Сан-Жералду-да-Пьедади (порт. São Geraldo da Piedade) — муниципалитет в Бразилии, входит в штат Минас-Жерайс. Составная часть мезорегиона Вали-ду-Риу-Доси. Входит в экономико-статистический микрорегион Говернадор-Валадарис. Население составляет 4980 человек на 2006 год. Занимает площадь 153,527 км². Плотность населения — 32,4 чел./км².

## История
Город основан 30 декабря 1962 года.

## Статистика
- Валовой внутренний продукт на 2003 год составляет 13 543 087,00 реалов (данные: Бразильский институт географии и статистики).
- Валовой внутренний продукт на душу населения на 2003 год составляет 2710,79 реалов (данные: Бразильский институт географии и статистики).
- Индекс развития человеческого потенциала на 2000 год составляет 0,647 (данные: Программа развития ООН).